# 斯夸布爾敦 (加利福尼亞州)
斯夸布爾敦（英語：Squabbletown）是位於美國加利福尼亞州圖奧勒米縣的一個非建制地區。該地的面積和人口皆未知。

## 地理
斯夸布爾敦的座標為38°00′53″N 120°23′11″W / 38.01472°N 120.38639°W，而該地的平均海拔高度為632米（即2073英尺）。